# Вандерхуф, Курдт
Курдт Вандерхуф (англ. Kurdt Vanderhoof), 28 июня 1961 г., Абердин, США) — американский рок-гитарист, композитор и основатель хэви-метал группы Metal Church.

## Биография
Родом из города Абердин (Вашингтон). В 1978 Курдт присоединяется к хардкор-панк-группе из Сиэтла The Lewd. В 1980 году эта группа перемещается из Сиэтла в Сан-Франциско, где Вандерхуф и формирует Metal Church.

## Дискография

### Metal Church
- Metal Church (1984)
- The Dark (1986)
- Blessing in Disguise (1989)
- Hanging in the Balance (1993)
- Masterpeace (1999)
- The Weight of the World (2004)
- A Light in the Dark (2006)
- This Present Wasteland (2008)
- Generation Nothing (2013)
- XI (2016)
- Damned If You Do (2018)

### Presto Ballet
- Peace Among the Ruins (2005)
- The Lost Art of Time Travel (2008)
- Invisible Places (2011)
- Relic of the Modern World (2012)

### Сольные альбомы
- Vanderhoof (1997)
- A Blur in Time (2002)